# レトロゲーム

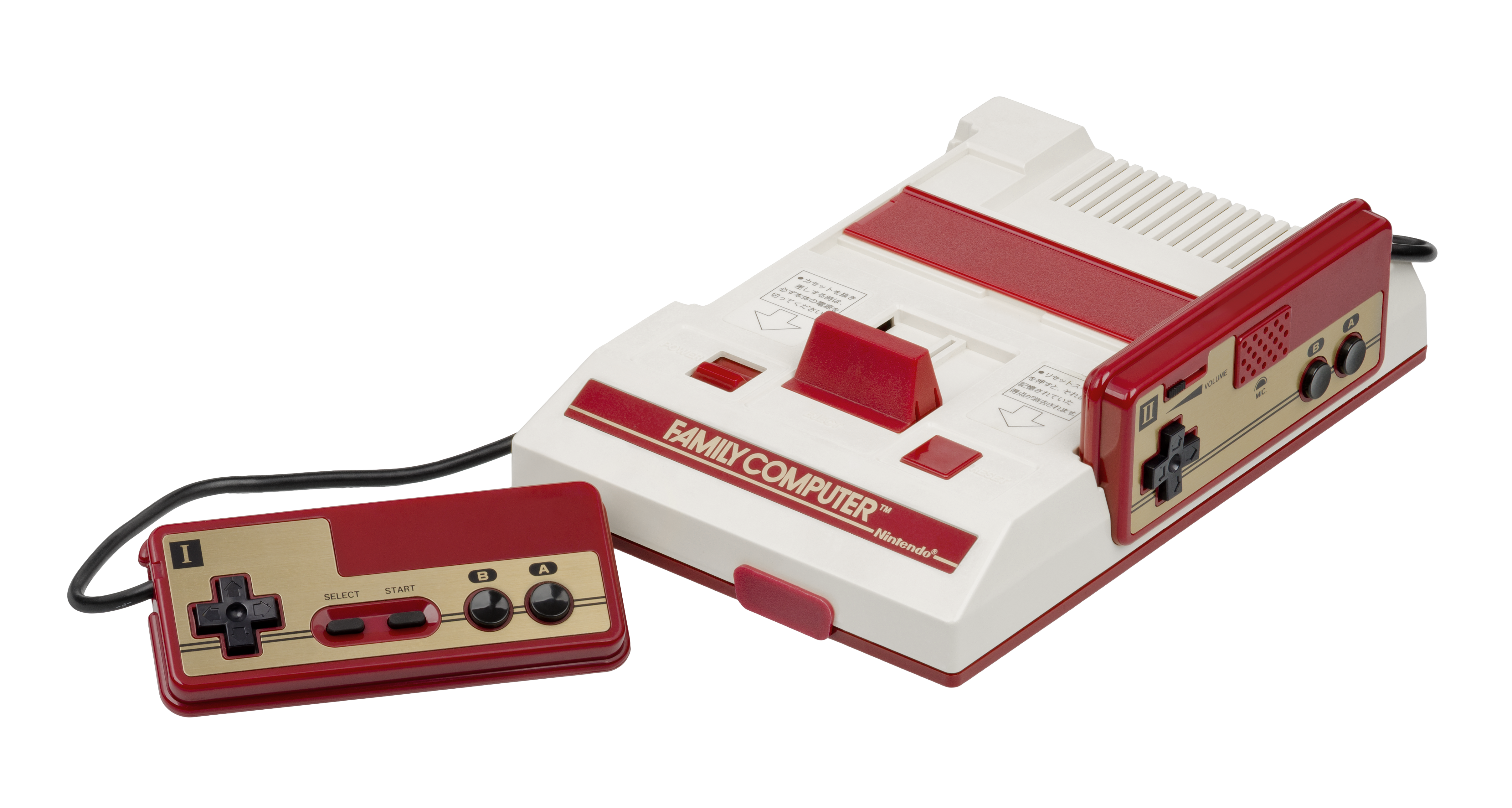
1983年に発売された日本版のファミリーコンピュータ（任天堂）。

レトロゲーム（Retro Game）は、「古いゲーム」「昔のゲーム」といった意味で使われる言葉である。

## 概要
明確な定義が設けられているわけではなく、年代によって変化していく概念である。『広技苑』2005年春版特別付録「最新ゲーム用語辞典」では「今のところはスーパーファミコン以前のタイトルか、プレイヤーが子供のころに発売されたタイトルを指すことが多い」と説明されていた。
レトロゲームを扱ったバラエティ番組『ゲームセンターCX』では、レトロゲームの定義を「発売から20年以上経過したハードのゲーム」としている。
レトロゲームという用語は骨董という意味と同様に販売が古いゲーム製品を示し、バーチャルコンソールなどで再販されたゲームは含まないとされているが、前述の通り明確な定義が設けられているわけでは無い。
タイニーPは「カタカナ語のレトロは現行技術で古い物を復刻させるという意味」、「レトロスペクティブ・ファッションは古着だけに限定される言葉では無い」とし、昔のゲーム風に制作された作品をレトロゲームの枠から排除する理由はないとしている。
日本で過去のコンピュータゲーム作品を指す言葉としては「オールドゲーム」があり、1986年に『ゲーメスト』は名作ゲームを振り返るコーナーで「OLDゲーム」としている。これは新作ゲームが「ニューゲーム」と呼ばれたのと対極の言葉だった。『ログイン』1987年6月号では「レトロゲーム」が使われ『アルノナイド』『ブレイクアウト』のようなゲームをリメイクするレトロ趣味の流行を取り上げている。『MSXマガジン』1987年6月号付録「MSX Tushin SPECIAL ISSUE 2」のコーナー「RETRO-MSX」では「古ーい、昔の（といっても2-3年前だけど）ソフト」との文章がある。『ゲーメスト』1988年8月号の「OLDゲーム伝説」内での使用や『Beep』1989年4月号開始の「遠藤雅伸のレトロ帝国の逆襲」のように段々と言葉が広まっていった。略称である「レゲー」は『ゲーメスト』連載の「レゲーの魂」から知られるようになったが、マニア向けの言葉の域を出ていない。元々は東京都新宿区にあったゲームセンター「新宿スポーツランド中央口店」の昔のゲームコーナーを指していた言葉で、由来はわかっていないが音楽のレゲエをもじったとみられている。
アーケードゲームの場合は、ソフトウェアとハードウェアが一体で提供されるため、ゲーム性は必ずしも再生用ハードウェア性能に依存しない。とはいえ、コントローラーを汎用のもので代替するなど、様々な工夫が求められる場合もある。
またエミュレータの形で、特に発売から年代が経過したハードに関しては、汎用のパソコンやスマートフォン上やPlayStation Portableでプログラムを擬似的に動かす技術がある。これらのエミュレータ技術や後述の互換機の恩恵を受け、比較的年代の古いゲームでも長期に渡って愛され続けているものが数多くある。
レトロゲーム固有、エミュレータ、アップロード、ダウンロードなどの問題では無いが、元のゲーム機、ゲームソフトの権利者の承諾を受けずに開発されたエミュレータ、互換ゲーム機、権利者の承諾無しにデータをコピーしたファイルに関しては法的な問題点が多い。特に、ゲームの違法なアップロードおよびダウンロードによる著作権侵害の問題が懸念されている。
古いものの中には様々な実験的アイデアが盛り込められていたり、奇抜さを狙って作られたものがある。一方で最新技術を利用したゲームにはない素朴さやわかりやすさをもつものがある。加えて当時、高額で人気のあったソフトでも中古にて安価で購入できる利点がある。こうした点から好んでレトロゲームを利用する層および利用層に向けた市場が形成されている。
フランスではレトロゲームの愛好家団体「MO5.COM」がレトロゲームを保存展示する博物館の構想を提案している。

## 流通
本当に古いという意味での「レトロゲーム」とみなされるゲームの多くは中古品として流通しており、その他はデッドストックなどの店舗在庫である。ゲーム専門店で中古品を扱う例は1990年代以前から存在しているが、2000年代以降はゲームソフトも扱う新古書店や電子商店街の台頭によって過去のゲームが安価で入手できる機会が増えた。
復刻という意味での「レトロゲーム」は新品と全く同じ流通で販売される。
希少なソフトが高額で販売される一方、出荷数の多い有名作などは極めて安い価格で手に入れることができる。また、特許権の消滅によってゲーム機の互換機も発売されるようになった。過去にも海賊版として互換機は製造されていたが、正規品の生産終了及び特許権が切れたことに伴って黙認されるようになっている。
特に本項に限定されることでなく、一般論として中古品の売買は新品を製造などした業者には還元されない。そのため、これら中古品や非ライセンス品、海賊版の売り上げは、直接的には本来ゲームを販売していたメーカーの利益とはならない。しかしメーカー側がレトロゲームを復刻（移植、リメイク）販売する場合がある。一例として、ゲームボーイアドバンスでファミコンソフトを復刻した『ファミコンミニ』シリーズ、過去のゲームを有償ダウンロードし、公式のエミュレータによってプレイするWii/ニンテンドー3DS/Wii Uの「バーチャルコンソール」やPS3/PSPの「ゲームアーカイブス」、Windowsの「プロジェクトEGG」のサービスなどが挙げられる。